# Didaphne flavivena
Didaphne flavivena là một loài bướm đêm thuộc phân họ Arctiinae, họ Erebidae.